# 帮达乡
帮达乡（藏語：སྤངམདའ།，威利转写：spang mdav），是中华人民共和国西藏自治区昌都市芒康县下辖的一个乡镇级行政单位。

## 行政区划
帮达乡下辖以下地区：
毛尼村、帮达村、加嘎村、金州村、然堆村和加尼顶村。